# Cuisine de la Rome antique
La cuisine de la Rome antique a beaucoup évolué au cours de la civilisation romaine. Elle est principalement connue par le seul livre de cuisine qui nous soit parvenu, au IVe siècle, de De re coquinaria, attribué à un Apicius dont l'identité fait l'objet de débats.

## Préparer à manger

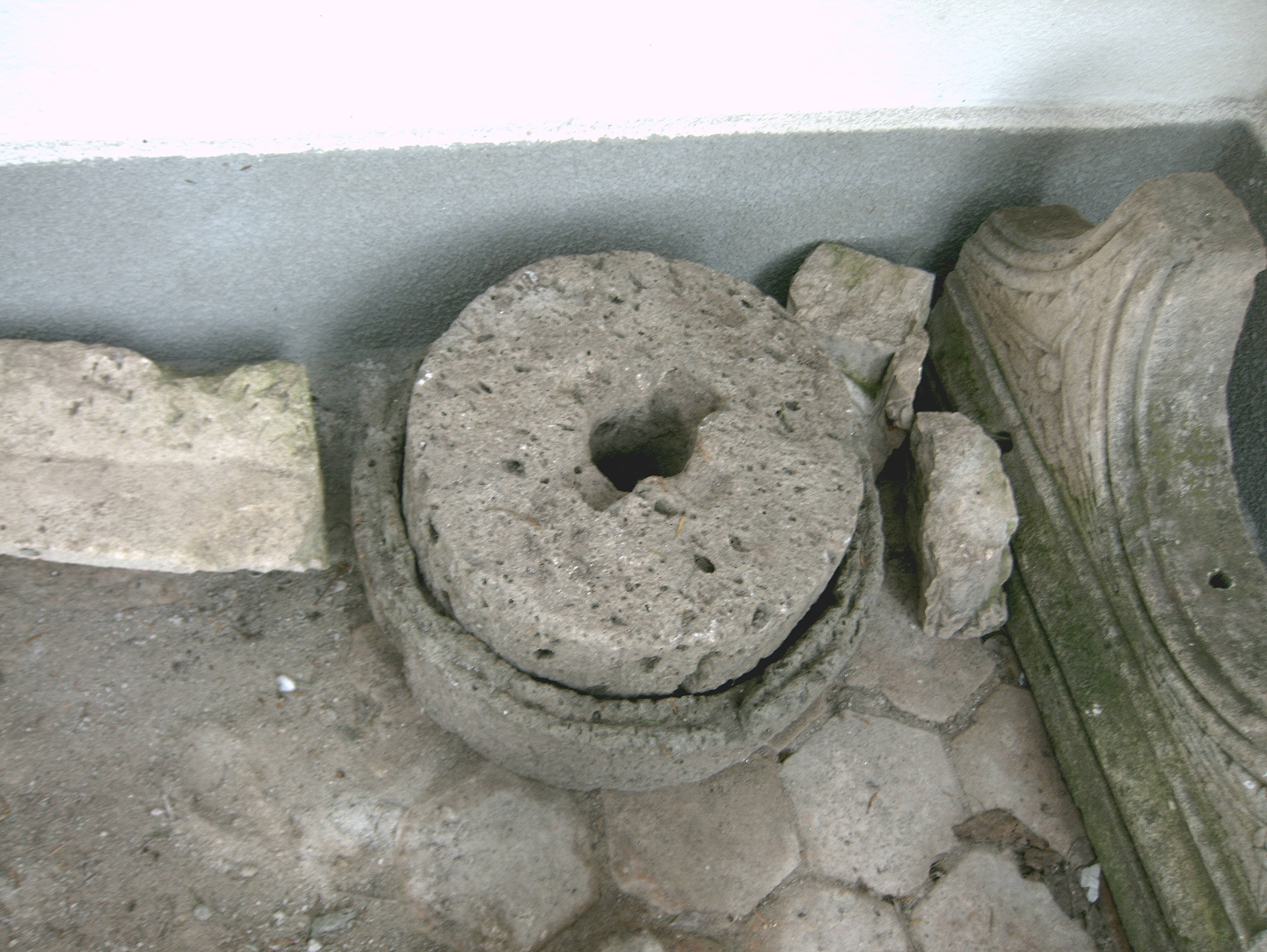
Meule à grains romaine.

On a pu remarquer qu'à Pompéi, détruite en 79, pratiquement toutes les maisons possèdent leur propre meule à grains. Chaque maison possédait aussi son propre four dans lequel on cuisait des pains circulaires et plats. De nombreuses maisons possédaient aussi des moulins à huile d'olive.

### Disposition de la cuisine

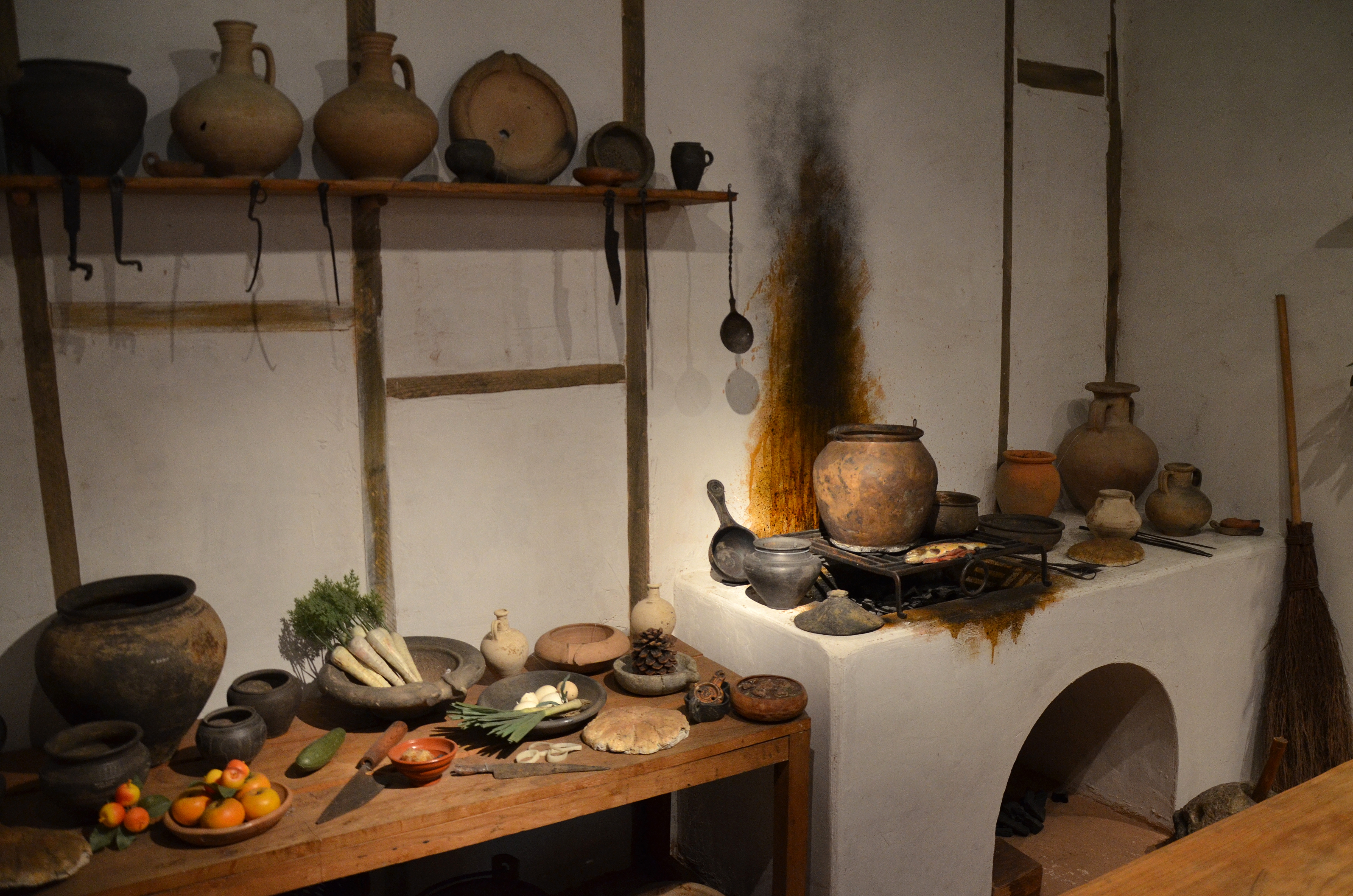
Cuisine romaine reconstituée.

Toutes les habitations de la Rome antique ne disposent pas d'une pièce pour faire la cuisine (culina). Dans ce cas, l'utilisation de braseros en métal était concevable ; mais l'hypothèse de prises de nourriture à l'extérieur est tout à fait plausible. Le grand nombre d'établissements de restauration identifiés à Pompéi semble le confirmer. Les habitants utilisent les tavernes (popina, caupona) pour se nourrir. Les habitants des insulae devaient, eux, certainement acheter à manger dans les tabernae et thermopolia.
Des mentions retrouvées dans les textes des auteurs antiques semblent aussi indiquer l'importance d'une vente ambulante dans les rues des villes romaines.
Dans les habitations des classes les plus aisées, la présence d'une culina est généralisée. Cependant, cette pièce est souvent reléguée au fond de la villa, fréquemment à proximité des latrines.
L'archéologie montre que ces cuisines disposent d'une structure maçonnée, dite potager, pour cuisiner. Sur cette structure, et sur un lit de braises, les différents ustensiles peuvent être posés, au besoin sur des supports du genre trépied. Un four à pain peut aussi être installé.

### Instruments culinaires

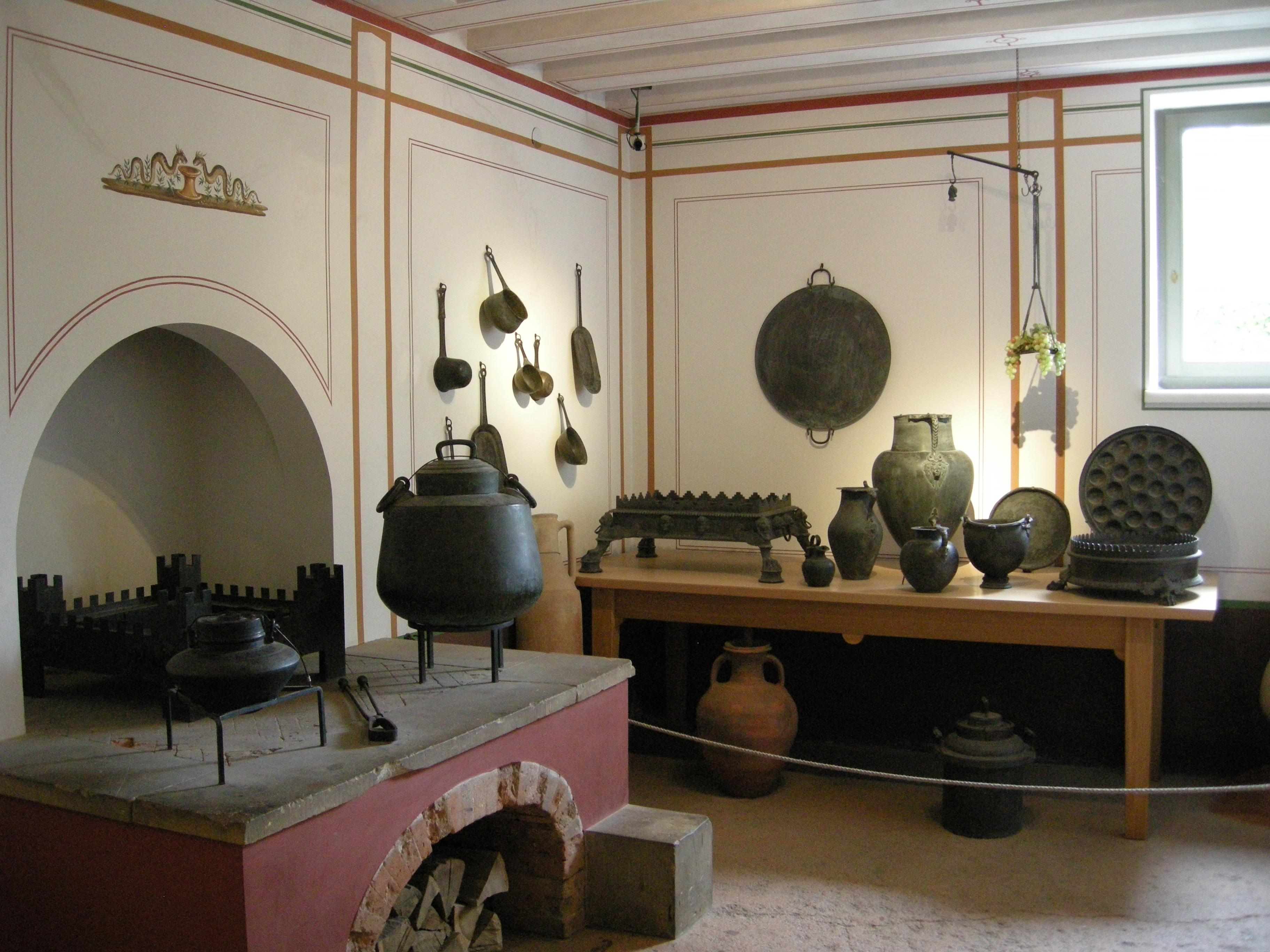
Reconstitution d'une cuisine romaine au Pompejanum (RFA), avec de nombreux ustensiles.

Voici une liste, non exhaustive, d'ustensiles utilisés dans la cuisine de la Rome antique : 
- la marmite, l'olla, sert à faire bouillir les aliments ;
- la cocotte, le cacabus ou le cacabulus, sert à faire mijoter les aliments ;
- les passoires et étamines permettent de filtrer ;
- le plat à four, le patina, sert à rôtir les aliments ;
- les poêles, les sartagines, servent à frire ;
- le mortier, mortarium sert à broyer les aliments pour obtenir la sauce ;
- les moules, la forma ou la formella, servent à décorer en moulant les aliments ;
- les louches, cuillers et couteaux, l'harpago, la trulla, la furca et le carnarium, servent à couper les aliments ; la fourchette existe également, apparue au Ier siècle dans l'Empire romain, mais son usage reste mal connu[1] ;
- l'Amphore
- les jattes

Le livre Pots and Pans of Classical Athens, publié en 1961 par L. Talcott, A. Frantz et A. Brian (tous trois universitaires de l'université de Princeton), présente des illustrations de différents ustensiles culinaires, pots voire vases utilisés dans l'Antiquité pour les différents repas ou les différents modes de conservation des aliments. C'est un livre qui rassemble surtout les éléments utilisés par le peuple grec mais nous pouvons supposer qu'il n'y avait pas de grands écarts entre les vaisselles grecque et romaine[Interprétation personnelle ?]. Le peuple romain est aussi bien connu pour avoir beaucoup subi l'influence grecque au cours des siècles, il ne serait donc pas étonnant qu'il utilise le même type de vaisselle.[pas clair].

## Cuisiner
Le seul livre de cuisine romain qui soit parvenu jusqu'à nous est le De re coquinaria, attribué à un nommé Apicius. Il donne des indications sur le type de recettes utilisées par les cuisiniers de l'époque.
Les données archéologiques donnent aussi de précieuses indications sur les modes de cuisine.

### Cuissons
Bouillir
De nombreuses recettes demandent que la viande soit bouillie avant d'être cuisinée.
Rôtir
Frire
La friture semble peu utilisée. Et quand elle l'est l'aliment frit est détrempé de sauce.
Cuire au four
On peut faire cuire dans le four à pain, furnus, surtout les grosses pièces. L'usage d'un four portatif, clibanus, est aussi fréquent. Se présentant comme une cloche en métal ou en terre cuite qui vient couvrir le plat, le clibanus est posé sur les braises ; une variante est le thermospodium qui, lui, est couvert de braises pour une cuisson à l'étouffée,.
Les Romains connaissent aussi la cuisson au bain-marie.

### Types de plats préparés

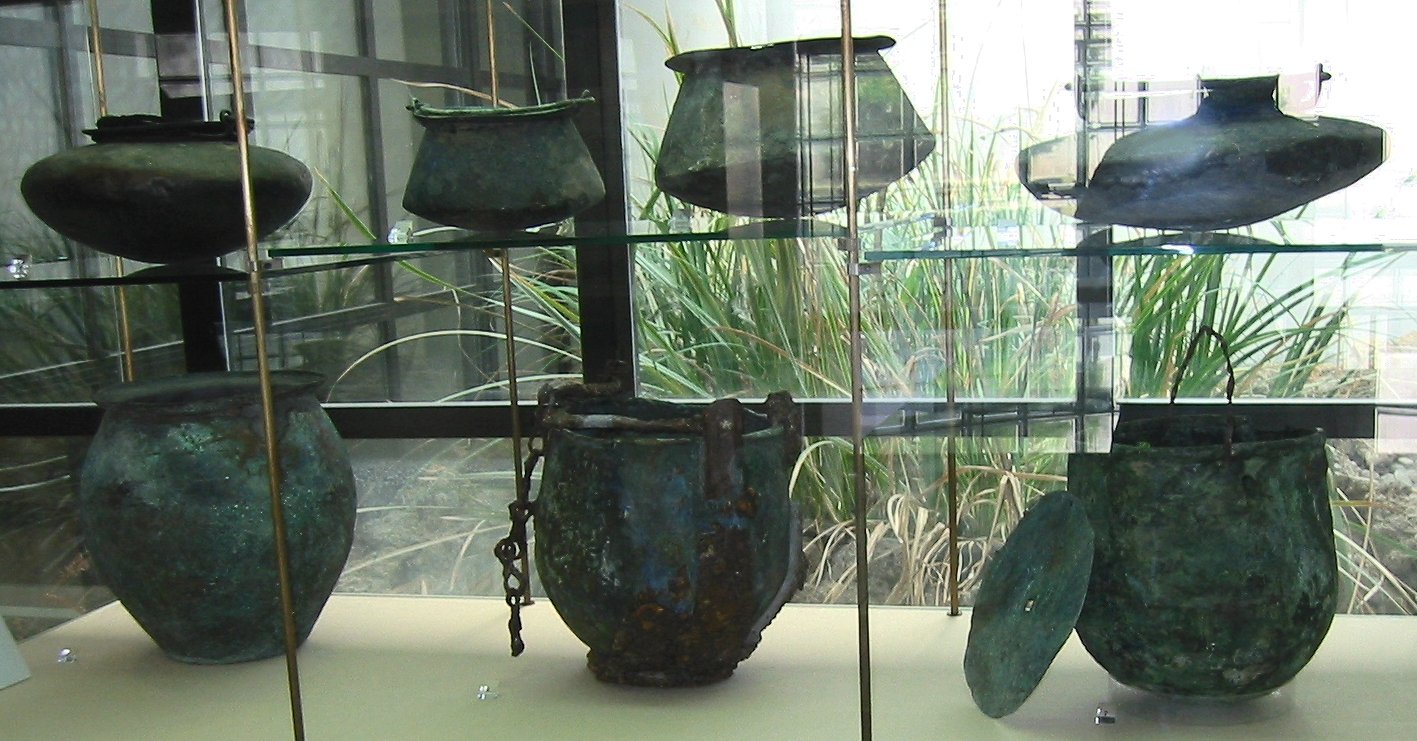
Type de marmites romaines (Boscoreale).

Parmi les recettes du livre d'Apicius, trois grandes familles de plats sont données ci-après.
Patina
La patina désigne trois choses différentes. D'abord un plat creux en céramique ; ensuite un mode de cuisson ; enfin, des types de plats, aussi variés dans leurs ingrédients que dans leur composition.
Minutal
Le minutal est un plat composé de petits morceaux, un hachis grossier. Ce hachis peut se composer de viande, de poisson, d'abats, de légumes ou de fruits.
Isicium
Isicium ou esicium désigne une préparation similaire à nos quenelles actuelles. Les ingrédients sont hachés, pilés et façonnés en forme de quenelles.

### Assaisonnements

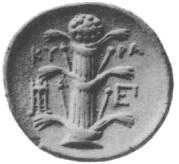
Revers d'une monnaie d'argent de la ville de Cyrène, représentant une tige de silphium.

La cuisine romaine de l'Antiquité utilise les assaisonnements à foison, notamment les herbes aromatiques. Mais le produit le plus utilisé est le garum. Le livre d'Apicius donne très fréquemment dans ses recettes, le poivre et le silphium.
Garum
C'est une sauce de poisson similaire au nuoc-mam actuel. Il en existe de différentes qualités, les plus renommées venant d'Hispanie. Cette sauce est présente dans la quasi-totalité des recettes d'Apicius, et mentionnée par les autres auteurs.
Silphium
Plante de Cyrénaïque donnant une résine fortement aromatique. Disparue de nos jours, elle reste mal identifiée. Sa raréfaction la fera remplacer par les Romains qui se tourneront vers le laser.
Poivre
Venant de l'Inde, cette épice coûteuse est omniprésente dans la cuisine romaine antique.
Pour donner un exemple sur l'usage d'aromates, citons une recette tirée de l'ouvrage d'Apicius : une sauce froide pour accompagner du sanglier bouilli, « […] poivre, carvi, livèche, graines de coriandre grillées, graines d'aneth et de céleri, thym, origan, oignon, miel, vinaigre, moutarde, garum, huile, ».

## Le cuisinier

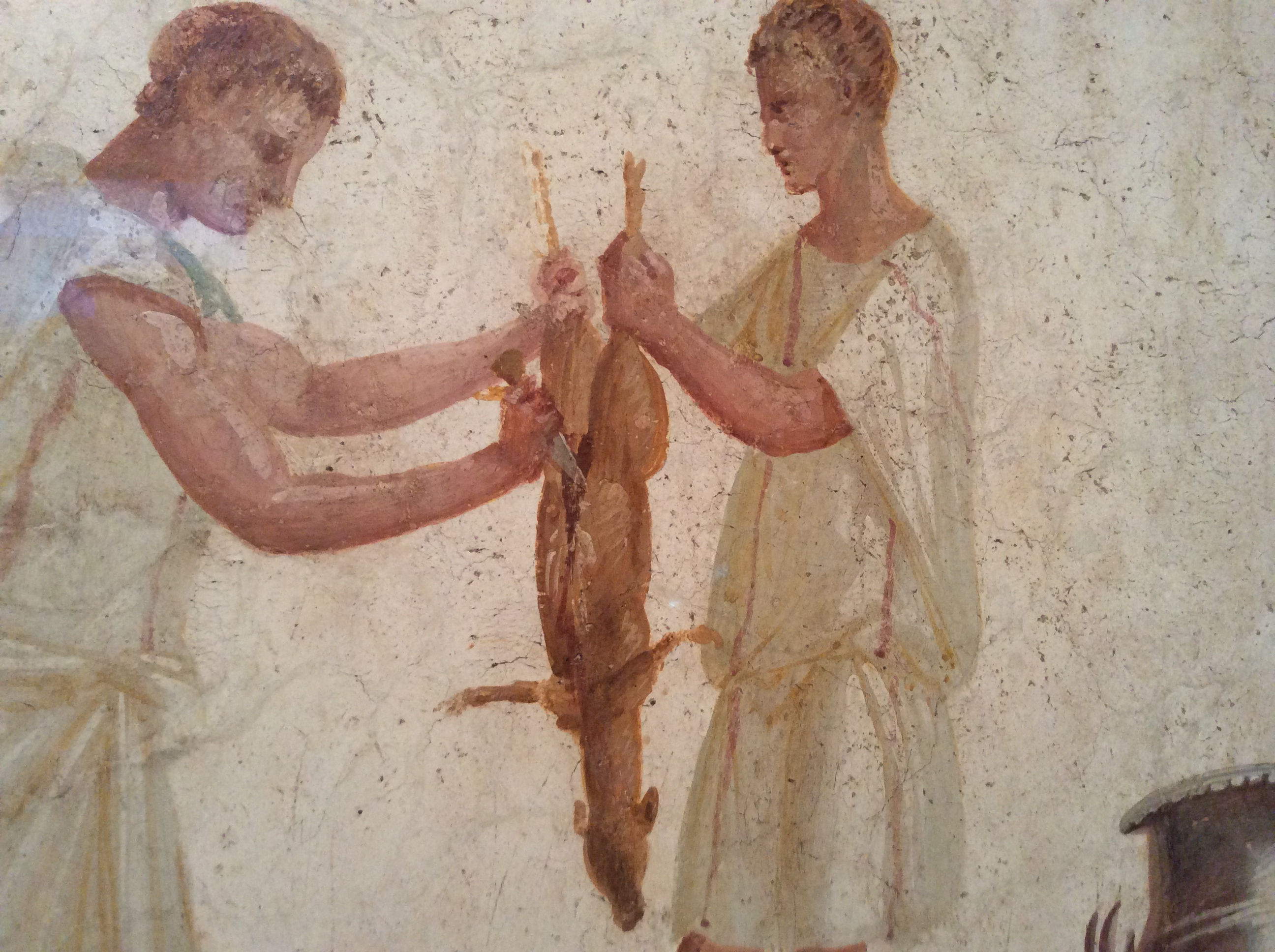
Cuisiniers préparant du gibier (villa Getty, USA).

Si la majeure partie de la population romaine n'a pas recours aux services d'un cuisinier, il devient indispensable pour un banquet ou pour les repas des classes les plus aisées. Dans ce dernier cas, la disposition d'un cuisinier personnel devient un marqueur social. Il est cependant possible de louer les services d'un cuisinier ; ces derniers proposent leurs services sur le Forum.
Son rôle est, non seulement, de préparer les plats, mais aussi d'assurer que cette préparation permet de rendre socialement comestibles les ingrédients utilisés. Manger des aliments bruts, « sauvages », est le propre du barbare (boire du lait, manger de la viande peu cuite, par exemple) ; le civilisé, lui, mange des aliments transformés (du fromage, de la viande bouillie puis rôtie, par exemple).
Origine et formation des cuisiniers
Le cuisinier est généralement un esclave, voire un affranchi. Il apprend son métier sur le tas, mais on sait aussi par Juvénal qu'existait à Rome au moins une école de cuisiniers. Située dans le quartier de Subure, elle enseignait par exemple l'art de la découpe en ayant recours à des maquettes.
Hiérarchie des cuisiniers

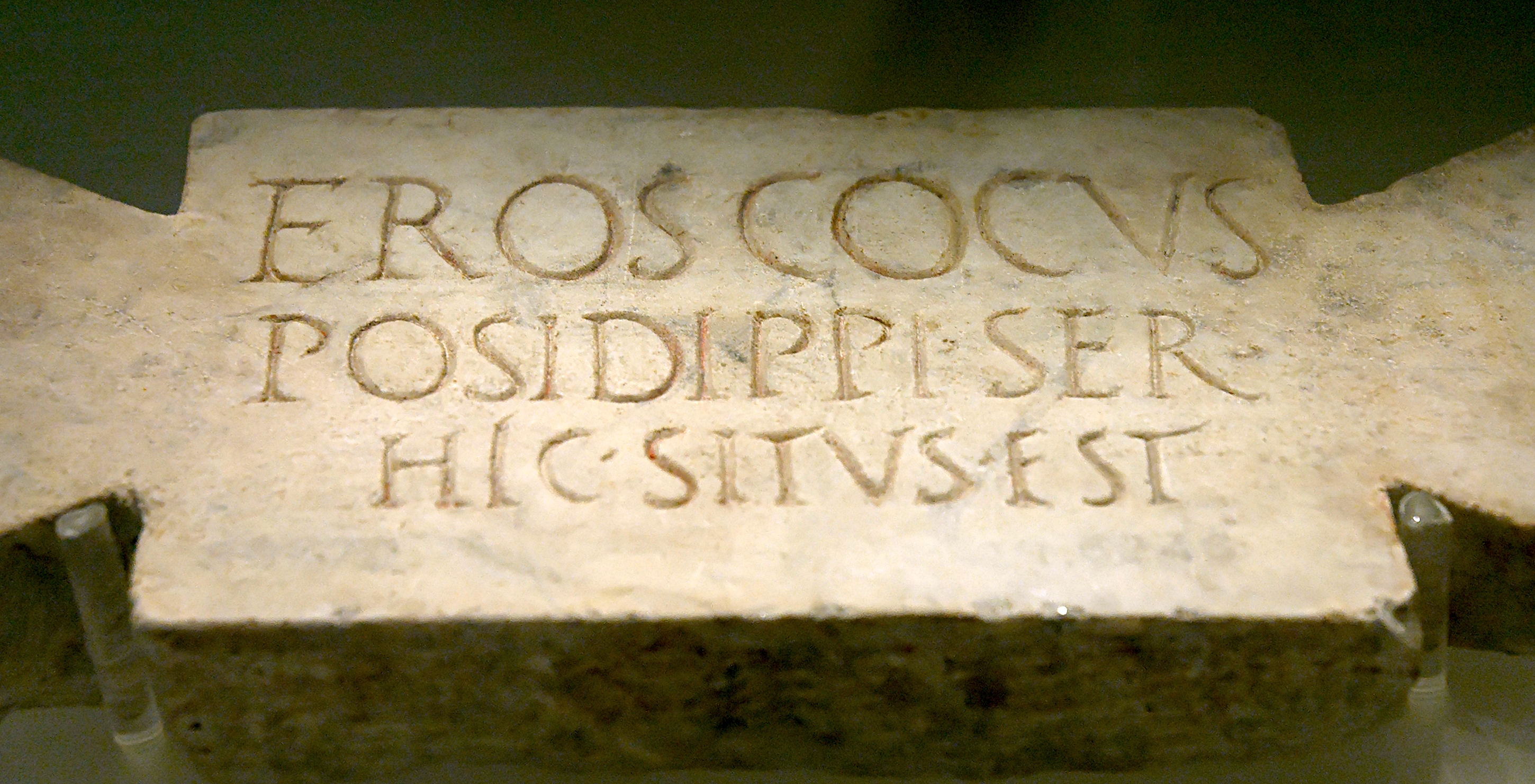
Stèle funéraire d'un cuisinier.

Les auteurs latins donnent différentes appellations pour désigner ceux qui s'activent en cuisine. On peut en déduire une hiérarchie :
- le culinarius est l'aide-cuisinier[17] ;
- le cocus (les graphies coccus ou coquus se rencontrent aussi selon les sources) est le cuisinier[17]. On retrouve la trace de cette appellation dans les expressions de « maître coq » et « queux » ;
- l’archimagirus est le maître cuisinier[17]. Il peut être secondé par un vicarius supra cocos[20].

À côté de ces titres, on connaît aussi les noms donnés à divers spécialistes s'activant en cuisine. Parmi eux :
- le scissor est le spécialiste de la découpe[17] ;
- le pistor dulciarus est le spécialiste en pâtisseries[21].

Le cuisinier vu par les auteurs romains
C'est peu de dire que le cuisinier n'est pas favorablement vu par les auteurs de l'époque. Ainsi Columelle écrit : « Nous avons des écoles de rhéteurs, de géomètres, de musiciens ; j'en ai vu où l'on enseignait les professions les plus viles, comme l'art d'apprêter les mets, de les rendre plus friands, d'ordonner un repas somptueux[…]. » De son côté, Pline rappelle que naguère on payait un cuisinier le prix d'un cheval, pour déplorer qu'il vaille maintenant le prix de trois chevaux,. Pour sa part, Sénèque regrette que les écoles de philosophie ou d'éloquence trouvent beaucoup moins de candidats que les écoles de cuisine.